# Darryl Middleton
Darryl Middleton (* 21. Juli 1966 in Queens, New York City) ist ein ehemaliger US-amerikanisch-spanischer Basketballspieler.

## Werdegang

### Spieler
Nach seiner Studentenzeit an der Baylor University in der NCAA wechselte Middleton 1988 nach Europa zum türkischen Verein Cukurova aus Istanbul. Nach zwei Spielzeiten bei Teorema Tour Arese aus Italien wechselte er 1991 nach Spanien. In der Liga ACB spielte Middleton zunächst neun Jahre und stand unter anderem bei CB Girona, Joventut de Badalona oder FC Barcelona unter Vertrag. Mit Barcelona gewann er zwei Meisterschaften und damit die ersten Titel seiner Laufbahn. 2000 wechselte Middleton zum griechischen Verein Panathinaikos Athen, wo er die erfolgreichste Phase seiner Karriere hatte. Neben vier Meisterschaften und einem Pokalsieg gewann er 2002 auch die EuroLeague. Im Frühjahr 2005 wechselte der inzwischen 38-jährige Middleton zum BK Dynamo Sankt-Petersburg, mit dem er nur wenige Monate später den FIBA EuroCup gewann – einen Titel, den er nur zwei Jahre später mit Girona ein weiteres Mal errang. 
Anschließend blieb Middleton dem Verein treu, obwohl dieser aus finanziellen Gründen die professionellen Spielklassen verlassen musste. Ab 2009 spielte man dann wieder in der zweithöchsten Spielklasse LEB Oro, bevor der mittlerweile knapp 45-jährige Middleton im März 2011 auf kurzfristiger Basis vom Erstligisten Valencia BC verpflichtet wurde. Mit diesen Einsätzen für Valencia wurde Middleton zum ältesten Spieler, der jemals in der Liga ACB auflief.
Nachdem er zu Girona zurückgekehrt war, spielte er in der Saison 2012/13 in der LEB Oro für den CB Lucentum Alicante, der als ACB-Play-off-Teilnehmer der Vorsaison aus finanziellen Gründen den Gang in die zweite Liga angetreten hatte. Zusammen mit Middleton gewann man die Play-offs um den Aufstieg in der LEB Oro und das sportliche Anrecht auf die Rückkehr in die Liga ACB. Aus finanziellen Gründen musste sich der Verein jedoch aus den professionellen Spielklassen komplett zurückziehen. Der 47-jährige Middleton dachte aber zu diesem Zeitpunkt nach eigenen Angaben noch nicht an das Ende seiner professionellen Karriere und bereitete sich als Gastspieler im Trainingslager des Erstligisten CB Gran Canaria auf eine weitere Spielzeit vor. Middleton wechselte zum CB Benidorm in die vierthöchste spanische Spielklasse, 2014 beendete er seine Spielerlaufbahn.

### Trainer
Von 2014 bis 2022 arbeitete Middleton bei der russischen Spitzenmannschaft ZSKA Moskau als Assistenztrainer von Dimitrios Itoudis. Er trug in diesem Amt unter anderem zu zwei EuroLeague-Erfolgen und sechs russischen Meisterschaft bei.
Im Sommer 2024 trat Middleton eine Stelle als Assistenztrainer bei Bàsquet Girona an.

## Erfolge
- Als Spieler:
- Spanischer Meister: 1995, 1996
- Griechischer Meister: 2000, 2001, 2003, 2004
- Griechischer Pokalsieger: 2003
- EuroLeague-Sieger: 2002
- EuroChallenge-Sieger: 2005, 2007
- Als Co-Trainer:
- EuroLeague-Sieger: 2016, 2019
- VTB-United-League-Sieger: 2015, 2016, 2017, 2018, 2019, 2021
- Russischer Meister: 2015, 2016, 2017, 2018, 2019, 2021

## Auszeichnungen
- Wertvollster Spieler der spanischen Liga: 1992, 1993, 2000